# Tombeau de David
Pour les articles homonymes, voir David.

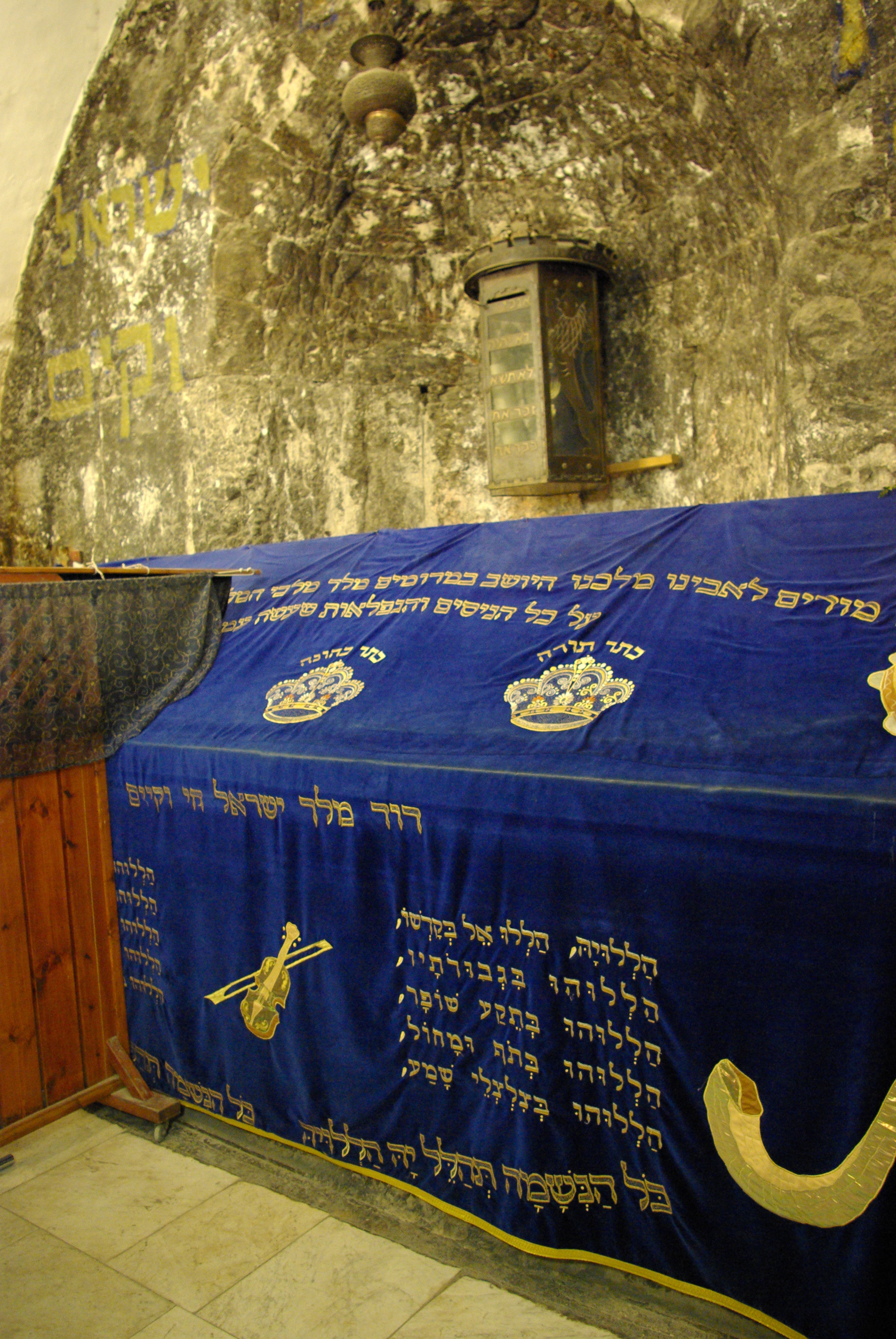
Le Tombeau de David.

Le Tombeau de David (hébreu : קבר דוד המלך Kever David Hamelekh, « tombe du roi David ») est un site juif considéré comme le lieu de sépulture de David, roi d’Israël. 
Il est situé sur le mont Sion à Jérusalem, près de l’abbaye de la Dormition. La tombe est située dans un coin de l’ancienne Hagia Sion, une église byzantine. Une ancienne tradition byzantine du IVe siècle fait de l’endroit le lieu du Cénacle de Jésus et le lieu de rassemblement des premiers chrétiens. Le bâtiment fait à présent partie de la Yeshivat Hatefoutsot.

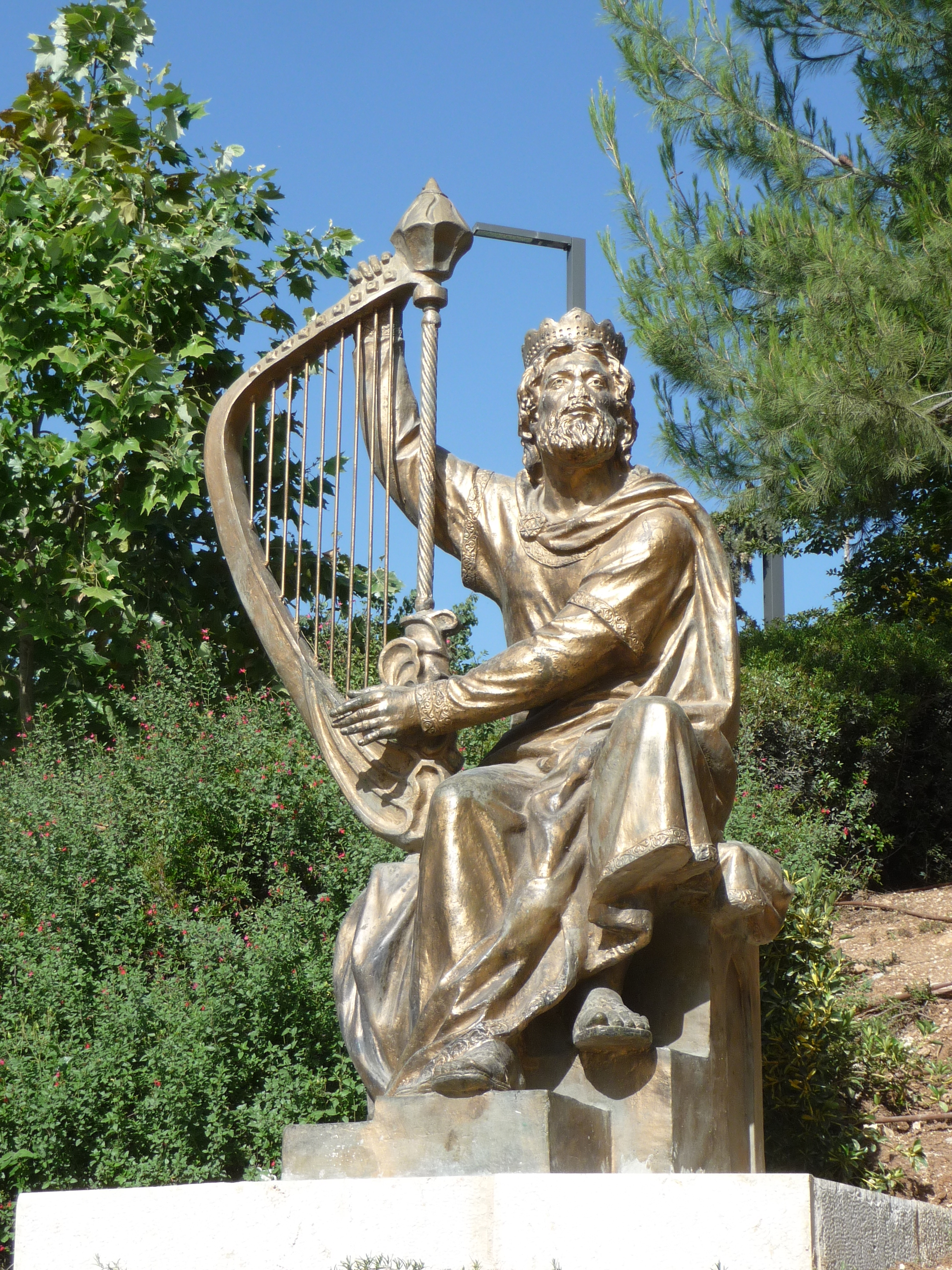
Statue du roi David avec sa harpe au mont Sion, Israël.

## Statue
La statue en bronze du roi David, d'une hauteur de quatre mètres, offerte par la Fondation russe de Saint-Nicolas le Thaumaturge, est installée avec le consentement des autorités israéliennes et avec la bénédiction de l'Église orthodoxe russe sur le Mont Sion en octobre 2008, près de la tombe du roi David. La statue a déjà été vandalisée, particulièrement au visage, à plusieurs reprises,.